# 圖皮齊夫卡
49°48′6″N 35°33′53″E / 49.80167°N 35.56472°E
圖皮齊夫卡（烏克蘭語：Тупицівка）是位於烏克蘭東部的村莊，由哈爾科夫州博霍杜希夫區的瓦爾基市鎮負責管轄。該村始建於1700年，面積2.95平方公里，海拔高度181米，2001年人口13，人口密度每平方公里4.4人。